# Chytriomyces annulatus
Chytriomyces annulatus är en svampart som beskrevs av Dogma 1969. Chytriomyces annulatus ingår i släktet Chytriomyces och familjen Chytridiaceae.   Inga underarter finns listade i Catalogue of Life.